# Rhabdopleura
Rhabdopleura is een geslacht van koloniale sessiele hemichordaten uit de familie van de Rhabdopleuridae., die behoren tot de Pterobranchia-klasse. Als een van de oudste levende geslachten met fossielen die teruggaan tot het Midden-Cambrium, wordt het ook beschouwd als het enige levende geslacht van graptolieten.
Rhabdopleura is de best bestudeerde pterobranch in de ontwikkelingsbiologie. Onderzoek in de jaren 2010 door Jörg Maletz en andere paleontologen en biologen heeft aangetoond dat Rhabdopleura een bestaande graptoliet is.

## Soorten
- Rhabdopleura annulata Norman, 1921
- Rhabdopleura compacta Hincks, 1880
- Rhabdopleura normani Allmann, 1869
- Rhabdopleura recondita Beli, Cameron & Piraino, 2018
- Rhabdopleura striata Schepotieff, 1909

## Uitgestorven soorten
- † Rhabdopleura delmeri Mortelmans, 1955
- † Rhabdopleura graysoni Chapman, Durman & Rickards, 1995
- † Rhabdopleura hollandi Rickards, Chapman & Temple, 1984
- † Rhabdopleura kozlowskii Kulicki, 1969
- † Rhabdopleura obuti Durman & Sennikov, 1993
- † Rhabdopleura sinica Chapman, Durman & Rickards, 1995
- † Rhabdopleura vistulae Kozlowski, 1956